# Quintanilla del Monte
Quintanilla del Monte è un comune spagnolo di 133 abitanti situato nella comunità autonoma di Castiglia e León.